# Bondarzewia
Genre
Bondarzewia est un genre de champignons de la famille des Bondarzewiaceae.

## Liste d'espèces
Selon Catalogue of Life (2 novembre 2013) :
- Bondarzewia berkeleyi
- Bondarzewia guaitecasensis
- Bondarzewia mesenterica
- Bondarzewia podocarpi

Selon Index Fungorum (2 novembre 2013) :
- Bondarzewia berkeleyi (Fr.) Bondartsev & Singer 1941
- Bondarzewia guaitecasensis (Henn.) J.E. Wright 1964
- Bondarzewia mesenterica (Schaeff.) Kreisel 1984
- Bondarzewia podocarpi Y.C. Dai 2010

Selon NCBI (2 novembre 2013) :
- Bondarzewia berkeleyi
- Bondarzewia guaitecasensis
- Bondarzewia mesenterica
- Bondarzewia montana